# 児玉元通
児玉 元通（こだま もとみち）は、安土桃山時代から江戸時代初期にかけての武将。毛利氏の家臣。父は児玉春種。

## 生涯
天正3年（1575年）、児玉春種の子として生まれる。
天正20年（1592年）9月8日に父・春種が死去し、その後を継いだ。
慶長12年（1607年）10月17日に死去。享年33。元通には娘の伊勢松がいるのみであったため、慶長14年（1609年）5月16日に毛利輝元は、伊勢松が幼少のうちは元通の弟の児玉元信が後見役となり、伊勢松が成長した際には元信の子・就澄と婚姻させて後を継がせるよう命じている。